# Coregonus restrictus
Coregonus restrictus és una espècie extinta de peix de la família dels salmònids i de l'ordre dels salmoniformes. Es trobava a Europa: llac Morat (Suïssa).